# Дискографија Рибље чорбе
Рибља чорба је  српска и југословенска рок група. Основана је у Београду 1978. године и важи за једну од најпопуларнијих српских и југословенских група. Дискографију групе чини двадесет студијских албума, једанаест албума уживо, двадесет и седам компилацијских албума, три мини-албума, девет синглова и девет видео албума.

## Дискографија
| Студијски албуми |                                                  |                        |
| 1979.            | Кост у грлу                                      | ПГП РТБ                |
| 1981.            | Покварена машта и прљаве страсти                 | ПГП РТБ                |
| 1981.            | Мртва природа                                    | ПГП РТБ                |
| 1982.            | Бувља пијаца                                     | ПГП РТБ                |
| 1984.            | Вечерас вас забављају музичари који пију         | Југотон                |
| 1985.            | Истина                                           | ПГП РТБ                |
| 1986.            | Осми нервни слом                                 | ПГП РТБ                |
| 1987.            | Ујед за душу                                     | ПГП РТБ                |
| 1988.            | Прича о љубави обично угњави                     | ПГП РТБ                |
| 1990.            | Коза ностра                                      | ПГП РТБ                |
| 1992.            | Лабудова песма                                   | Samy                   |
| 1993.            | Збогом Србијо                                    | WIT                    |
| 1996.            | Остало је ћутање                                 | WIT                    |
| 1999.            | Нојева барка                                     | Хи-ФИ центар           |
| 2001.            | Пишање уз ветар                                  | Хи-ФИ центар           |
| 2003.            | Овде                                             | Хи-ФИ центар           |
| 2007.            | Трилогија                                        | Сити рекордс           |
| 2009.            | Минут са њом                                     | Сити рекордс           |
| 2012.            | Узбуна!                                          | Fidbox, Сити рекордс   |
| 2019.            | Да тебе није                                     | Сити рекордс           |
| Концертни албуми |                                                  |                        |
| 1982.            | У име народа                                     | ПГП РТБ                |
| 1995.            | Нема лажи, нема преваре — Загреб уживо ’85       | Biveco                 |
| 1995.            | Од Вардара па до Триглава                        | One records            |
| 1997.            | Београд, уживо ’97 – 1                           | Хи-ФИ центар]          |
| 1997.            | Београд, уживо ’97 — 2                           | Хи-ФИ центар           |
| 2008.            | Гладијатори у БГ Арени                           | Сити рекордс           |
| 2010.            | Нико нема овакве људе!                           | Сити рекордс           |
| 2012.            | Концерт за бригадире                             | РТВ Стара Пазова       |
| 2015.            | Чорба се чује и без струје!                      | М Factory              |
| 2020.            | Најбоље уживо                                    | Хи-ФИ центар           |
| 2021.            | Београд 1981.                                    | Фидбокс                |
| Компилације      |                                                  |                        |
| 1987.            | Рибља чорба 10                                   | ПГП РТБ                |
| 1989.            | The Best Of Fish Dish                            | ПГП РТБ                |
| 1996.            | Добра стара времена                              | ПГП РТС/Taped pictures |
| 1996.            | Најбоље                                          | ПГП РТС                |
| 1997.            | Трећи српски устанак                             | ББ рекордс             |
| 1999.            | Боље од најбољег 2                               | ПГП РТС                |
| 2000.            | То је било неко лепше и срећније време изд. 1    | Хи-ФИ центар           |
| 2000.            | То је било неко лепше и срећније време изд. 2    | Хи-ФИ центар           |
| 2000.            | Баладе 2000.                                     | East records           |
| 2000.            | Љути рокенрол                                    | East records           |
| 2000.            | То је било неко лепше и срећније време — Баладе  | Хи-ФИ центар           |
| 2004.            | 1994—2004                                        | Хи-ФИ центар           |
| 2005.            | 19 највећих хитова                               | Хи-ФИ центар           |
| 2007.            | Хитови                                           | Хи-ФИ центар           |
| 2007.            | Највећи хитови уживо                             | Хи-ФИ центар           |
| 2009.            | 30 година најбоље                                | Хи-ФИ центар           |
| 2009.            | Најбоље и боље од најбољег                       | ПГП РТС/Змекс          |
| 2011.            | Синглови и раритети                              | ПГП РТС                |
| 2011.            | Box Set (1978—1990)                              | ПГП РТС                |
| 2020.            | Најбоље од Рибље чорбе                           | Хи-ФИ центар           |
| 2020.            | Платинум колекција 6                             | Сити рекордс           |
| 2020.            | Колекција најбољег                               | Хи-ФИ центар           |
| 2021.            | Баладе 2021.                                     | Сити рекордс           |
| 2021.            | Најбоље од Рибље чорбе                           | Хи-ФИ центар           |
| 2022.            | Живимо рокенрол                                  | Хи-ФИ центар           |
| /                | Хитови вол. 1                                    |                        |
| Мини-албуми      |                                                  |                        |
| 2005.            | Трилогија 1: Невиност без заштите                | M Factory              |
| 2006.            | Трилогија 2: Девичанска острва                   | M Factory              |
| 2006.            | Трилогија 3: Амбасадори лоше воље                | M Factory              |
| Синглови         |                                                  |                        |
| 1978.            | Лутка са насловне стране/ Он и његов BMW         | ПГП РТБ                |
| 1979.            | Рокенрол за кућни савет / Валентино из ресторана | ПГП РТБ                |
| 1980.            | Назад у велики прљави град / Мирно спавај        | ПГП РТБ                |
| 1984.            | Кад ходаш / Прича о Жики Живцу                   | ПГП РТБ                |
| 1985.            | Погледај дом свој, анђеле                        | ПГП РТБ                |
| 1987.            | Несрећнице није те срамота / Зашто куче арлауче  | ПГП РТБ                |
| 1987.            | Задњи воз за Чачак                               | ПГП РТБ                |
| 1987.            | Свирао је Дејвид Бови                            | ПГП РТБ                |
| 2012.            | Узбуна / Ужасно ми недостаје                     | Fidbox                 |
| Видео албуми     |                                                  |                        |
| 1987.            | Звезде које не тамне — Бувља пијаца              | РТБ                    |
| 1994             |                                                  | WIT LTD                |
| 1994.            | Рок маратон Жупа '94                             | ЗАМ                    |
| 1996.            |                                                  | Чаплин                 |
| 2002.            | Спотови                                          | Хи-ФИ центар           |
| 2002.            | Сабрана недела 1                                 | One Records            |
| 2002.            | Сабрана недела 3                                 | One records            |
| 2008.            | Гладијатори у БГ Арени                           | Сити рекордс           |
| 2010.            | Нико нема овакве људе!                           | Сити рекордс           |